# 앵화동천마애명
앵화동천마애명은 대한민국 충청남도 청양군 장평면 화산리에 있다. 2018년 1월 12일 청양군의 향토유적 제19호로 지정되었다.

## 개요
김장생 선생이 정산현감으로 재직시 경치가 좋아 이곳을 자주 찾았고, 그 후 제자 우암 송시열 선생이 자필로 바위에 앵화동천(鶯花洞天)이라 새겼다고 전한다. 앵화동천은 '꾀고리가 울고 꽃이 만발한 신선이 사는 명산'이라는 뜻이다.